# 체첸어 위키백과

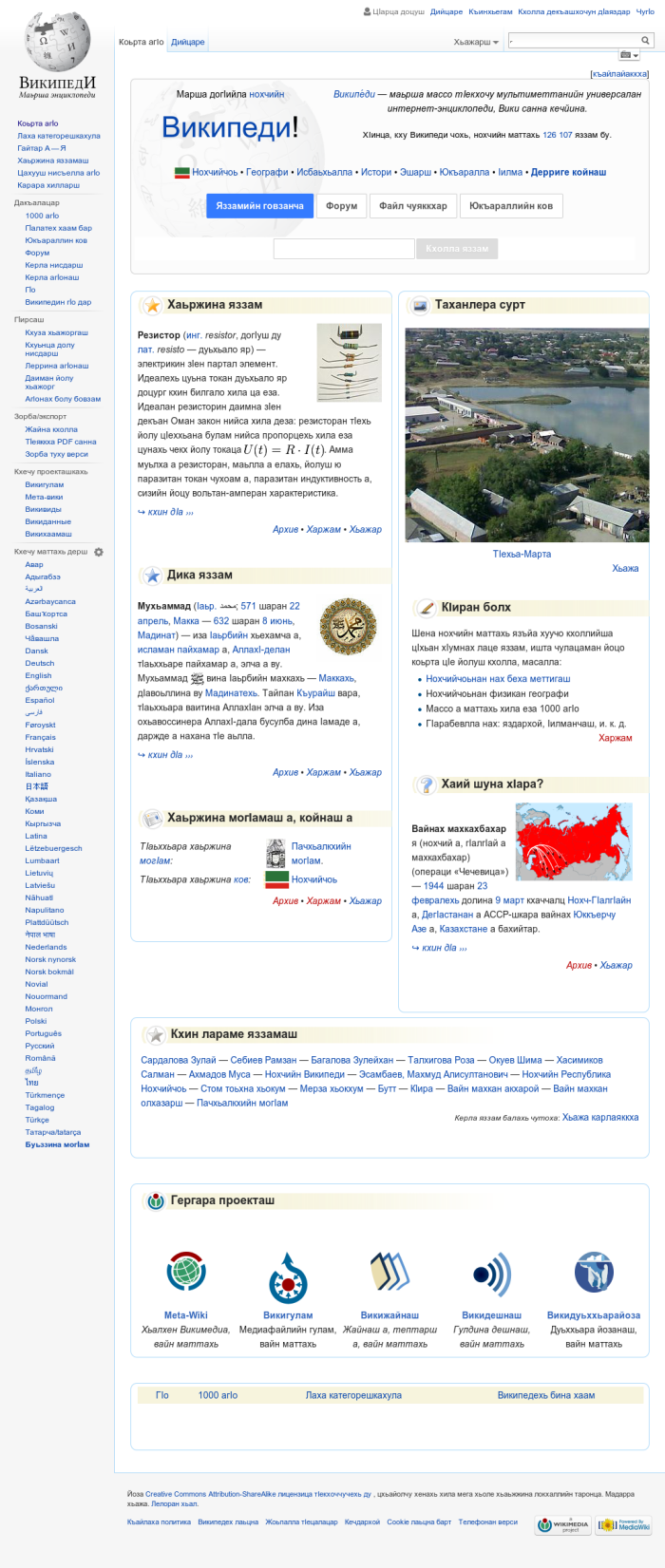

체첸어 위키백과는 체첸어로 운영되는 위키백과 언어판이다. 2010년 5월 13일에 시작되었다. 기호는 ce이다.